# Hyphessobrycon eques
Hyphessobrycon eques, conosciuto comunemente come tetra di Serpa o tetra gioiello, è un piccolo pesce d'acqua dolce appartenente alla famiglia Characidae.

## Distribuzione e habitat
Questa specie è diffusa in Sud America, nei bacini del Rio delle Amazzoni e del Rio Paraguay, in acque correnti o ferme, senza distinzioni.

## Descrizioni
Il corpo è tipicamente romboidale, con profili ventrale e dorsale convessi e cuspidati. La pinna dorsale è alta, l'anale lunga, la coda fortemente bilobata. La livrea è piuttosto variabile per zone geografiche e in ogni individuo: il colore di fondo varia da rosso aranciato a un rosso cupo, più chiaro su testa e ventre. Dopo l'opercolo branchiale vi è una macchia allungata nera. La pinna dorsale ha radice rossa e corpo nero ed è inoltre orlata di bianco, mentre la pinna anale è rossa orlata di nero e a volte di bianco. Le altre pinne sono rosse; a volte la pinna caudale è orlata di nero. In cattività sono state sviluppate forme d'allevamento con pinne a velo.

Raggiunge in natura una lunghezza massima di 3,5 cm, mentre in cattività sembra possa raggiungere e superare i 4 cm.

## Classificazione

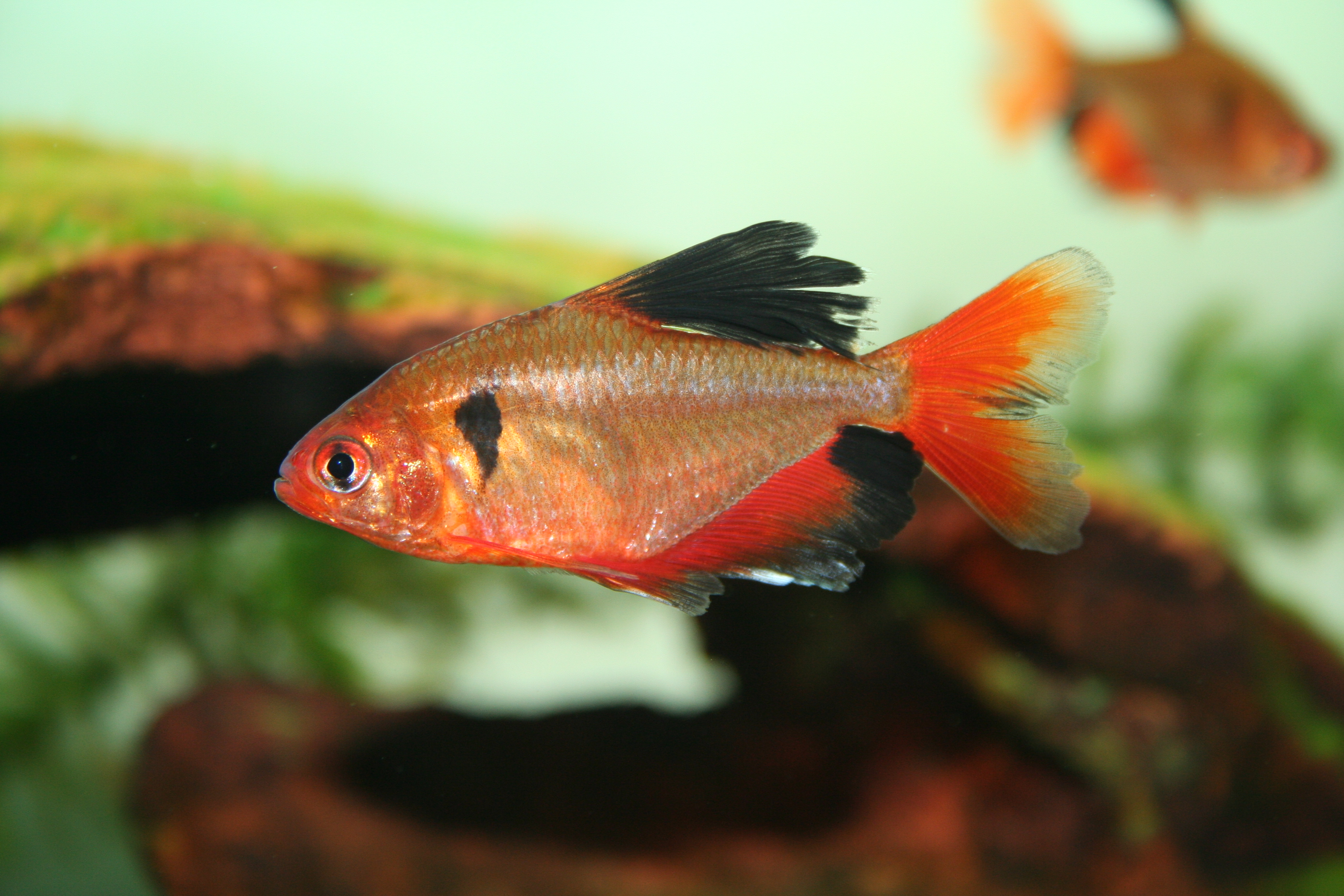
Varietà dalle pinne a velo

A seconda delle zone geografiche e delle varie popolazioni, questa specie presenta particolari diversi nella livrea, tanto da indurre lo zoologo austriaco Franz Steindachner a classificarlo addirittura con 4 nomi scientifici diversi. Le varie riclassificazioni portarono nel corso degli anni ad altri cambiamenti, arrivando agli ultimi decenni del XX secolo quando il Tetra di Serpa era ancora conosciuto come Hyphessobrycon callistus, Hyphessobrycon serpae e Megalamphodus eques. Negli ultimi anni studi genetici e discorsi accademici hanno portato a unificare queste specie nel nome scientifico attuale.

## Riproduzione
Come per quella degli altri congeneri. La femmina depone le uova che vengono fecondate dal maschio e lasciate cadere sulle piante acquatiche, alle quali aderiscono per mezzo di una pellicola adesiva.

## Alimentazione
Ha dieta onnivora, che varia dai detriti, alle piante terrestri e alle alghe, ma non disdegna le scaglie dei pesci, crostacei, insetti e anellidi.

## Acquariofilia
È una delle specie del genere Hyphessobrycon più conosciute e commercializzate. Necessita di essere allevato in gruppi piuttosto numerosi.